# Blue Cross Blue Shield Association

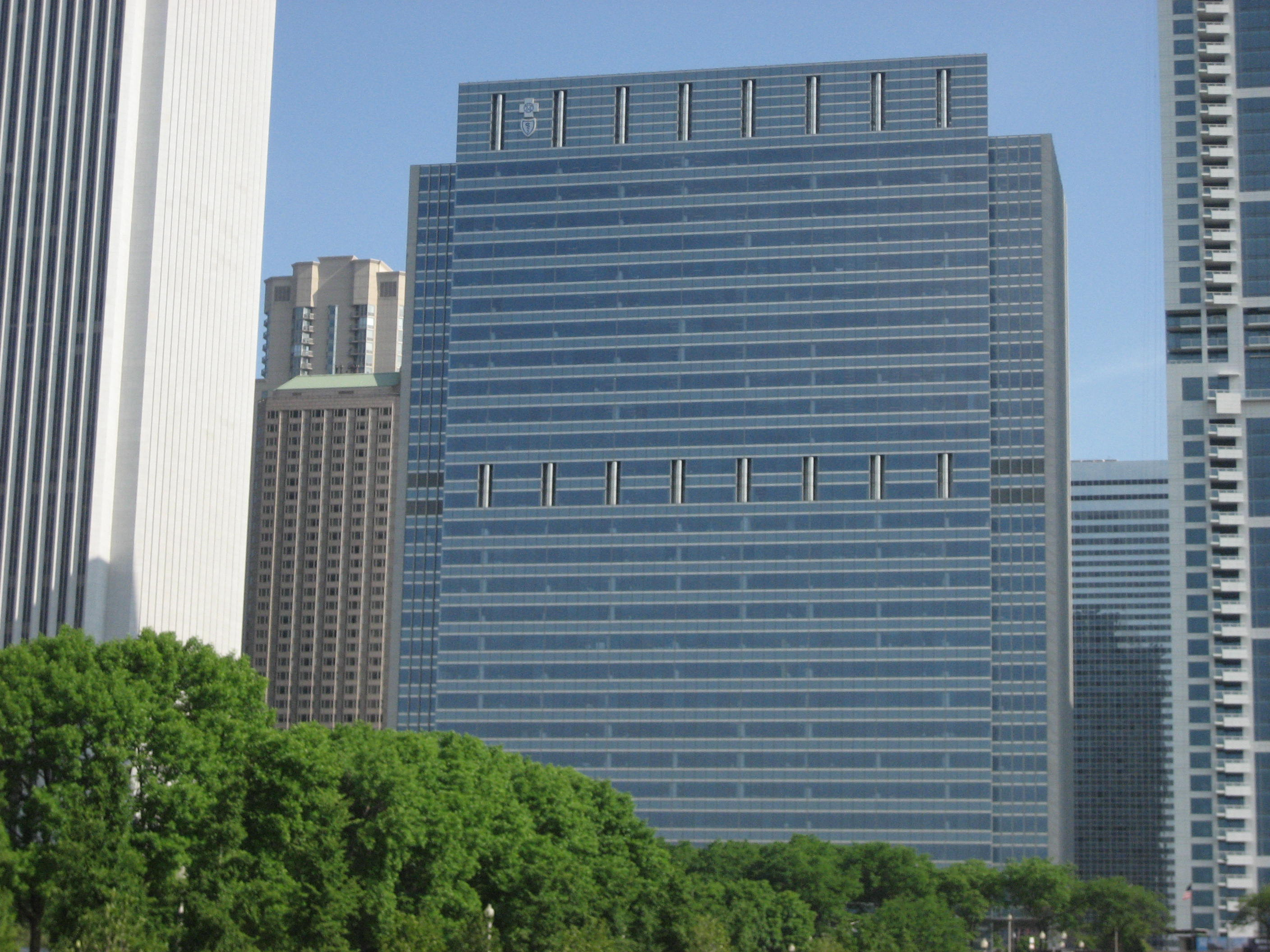
Der Blue Cross Shield Tower in Chicago beherbergt den größten Lizenznehmer des Blue Cross Blue Shield-Namens in den Vereinigten Staaten

Die Blue Cross Blue Shield Association ist ein Bündnis aus 36 eigenständigen Krankenversicherern der Vereinigten Staaten. Die einzelnen Unterorganisationen treten hierbei als Lizenznehmer auf, die die exklusiven Rechte an der Verwendung des Blue Cross oder Blue Shield-Namens in ihrem jeweiligen Operationsgebiet besitzen. Der größte Lizenznehmer ist die Health Care Service Corporation. Ein weiterer großer Lizenznehmer ist die börsennotierte Anthem, Inc. Nach eigenen Angaben ist jeder dritte US-Amerikaner über Blue Cross Blue Shield krankenversichert.
Der Vorgänger der Blue Cross-Organisation wurde 1929 in Dallas gegründet und bot zu Beginn Gesundheitsleistungen für Angestellte der Baylor University an. In den Folgejahren expandierte Blue Cross auf nationaler Ebene. Blue Shield wurde in den 1930er Jahren an der US-Westküste von Arbeitgebern der Forst- und Montanindustrie gegründet, um den Arbeitern eine grundlegende Gesundheitsversorgung zu gewährleisten. Ab 1965 wurden Blue Cross und Blue Shield von der US-Regierung mit der Abwicklung des Medicare-Programms betraut. 1982 fusionierten Blue Cross und Blue Shield zur Blue Cross and Blue Shield Association. Im Rahmen des Federal Employees Health Benefits Program versichern Blue Cross und Blue Shield fünf Millionen Staatsbedienstete und Pensionäre.
Der Verband ist einer der größten Lobbygeldspender in den USA. Er gab zwischen 1998 und 2023 insgesamt 477.487.278 Dollar für Lobbyarbeit aus um die US Regierungspolitik zu beeinflussen.